# Alopecosa albofasciata
Alopecosa albofasciata es una especie de araña araneomorfa del género Alopecosa, familia Lycosidae. Fue descrita científicamente por Brullé en 1832.
Habita desde el Mediterráneo hasta Asia Central. Los machos miden de 8 a 9 mm y las hembras de 10 a 12 mm. El prosoma de esta especie presenta una coloración oscura con bandas amarillas, además el opistosoma es oscuro y rojo con una banda amarilla y marrón. El abdomen presenta partes plateadas a los lados con negro y gris y a veces rojo.